# Бурмаков, Георгий Неофитович
Георгий Неофитович Бурмаков (1871—?) — русский военный  деятель,  полковник. Герой Первой мировой войны.

## Биография
В службу вступил в 1890 году после получения образования в Павлоградском Александровском училище. В 1881 году после окончания Одесского военного училища по I разряду произведён в подпоручики и выпущен в Владимирский 61-й пехотный полк. 
В 1897 году произведён в поручики, в 1901 году в штабс-капитаны. В 1905 году после окончания Офицерской стрелковой школы «успешно» произведён в капитаны. 
С 1914 года участник Первой мировой войны, подполковник — командир батальона, в 1916 году произведён в полковники — старший офицер 61-го Владимирского пехотного полка. Во время войны был ранен и контужен.

Высочайшим приказом от 21 ноября 1915 года за храбрость награждён Георгиевским оружием: 
За то, что в бою 1-го июня 1915 года за обладание Медвеловым лесом увлёк за собой батальон и выбил штыками противника из окопов с опушки леса, причём захватил в плен 11 офицеров и 580 нижних чинов

## Награды
- Орден Святого Станислава 2-й степени с мечами (ВП 1909)
- Орден Святой Анны 2-й степени с мечами (ВП 1912; ВП 23.07.1916)
- Орден Святого Владимира 4-й степени с мечами и бантом (ВП 27.04.1915)
- Георгиевское оружие (ВП 21.11.1915)
- Орден Святого Владимира 3-й степени с мечами  (ВП 07.05.1916)
- Орден Святой Анны 4-й степени «За храбрость» (ВП 20.06.1916)